# Dansk Film-Avis - diverse klip fra Danmark
|  | Denne artikel er oprettet af botten Steenthbot ud fra en ekstern database. Den kan derfor have sproglige fejl eller mangler. Denne skabelon kan fjernes efter kontrol af indholdet. |

Dansk Film-Avis - diverse klip fra Danmark er en dansk Ugerevy med dokumentariske optagelse fra 1945. Filmene blev produceret af UFA film A/S, der var ejet af det tyske UFA, der var ejet af den tyske stat.
Den dansk producerede Dansk Film-Avis var en nazistisk ugerevy og udkom i årene 1941-1945. Den bestod typisk af tre dele: dansk stof, optaget af danske kameramænd, tysk stof fra Tyskland og reportager fra fronten, produceret af Deutsche Wochenschau.

## Handling
1. (starten mangler)

2. Den kommunale skøjtebane - danmarksmester Per Cock-Clausen viser sit program på banen i Pile Allé. Også en norsk kvindelig kunstskøjteløber, frk. Bjørnstad, viser sin kunnen.

3. Fastelavn præger gadebilledet i København. Tøndeslagning og karneval. (nr. 546).

4. Vinterbadeforeningen "Det kolde gys" holder fastelavnsfest på isen ved Badeanstalten Helgoland på Amager.

5. 4000 tilskuere overværer vikingernes vandgang i Hellerup Havn - vinterbadeforeningen "Det kolde gys" underholder til fordel for Børnenes Kontor (nr. 540).

6. Filmforestilling i World Cinema - et velgørenhedsarrangement for enlige mødre, hvor den tyske film "Annelie" (1941) vises (nr. 534).

7. Politiken arrangerer De Unges Skøjteløb på Peblingesøen - 500 drenge og piger deltager (nr. 547).

8. Storebæltsoverfarten, afgang fra Korsør, skibet sidder fast i isen og må have hjælp af isbryder. Isskruninger ved Knudshoved på op til 15 meters højde.

9. Verdens største dirigent Wilhelm Furtwängler har besøgt København (nr. 544).

10. Rekordkulde i Danmark: selv Den lille Havfrue har det koldt. Men søløverne i Zoo føler sig hjemme. Vikingerne har det bedst, når de først skal save hul på isen. 4500 arbejdsløse skaffer sig en dagsløn ved at kaste sne.

11. Flyruten København-Jylland er atter i gang.

12. Ishockeykamp Malmø-København, danskerne vinder 4-1. Tilskuerne fryser bravt.

13. Københavnerbegivenhed: Russisk bryllup mellem Zar Alexander III og Storfyrstinde Olgas søn og frk. Agnete Petersen fra Ballerup (nr. 555).

14. Udstilling af svensk nutidskunst på Statens Museum for Kunst åbnes af det svenske kronprinsepar. Kronprins Frederik og kronprinsse Ingrid er også til stede. Bl.a. udstilles malerier af Prins Eugen.

15. Kvindegymnastikstævne i Idrætshuset med svenske og danske deltagere (nr. 533).

16. Tysk arkitekturudstilling på Charlottenborg åbner i overværelse af kronprins Frederik. Bl.a. ses modeller af Berlins nye lufthavn Tempelhof og Olympia Stadion i Berlin.

## Medvirkende
- Kong Frederik IX